# Damon Wayans
Ne doit pas être confondu avec Damon Wayans Jr..
Damon Wayans, né le 4 septembre 1960 à Harlem (New York), est un humoriste, acteur, scénariste, producteur de cinéma et producteur de télévision américain.
Il est le frère de Marlon, Keenen Ivory, Shawn et Kim Wayans, ainsi que le père de Damon Wayans Jr., tous acteurs.
Nommé à quatre reprises aux Primetime Emmy Awards pour la série à sketchs In Living Color (1990-2001), il se fait connaître, mondialement, pour avoir tenu la vedette de la sitcom Ma famille d'abord (2001-2005) et de la série d'action L'Arme fatale (2016-2019).

## Biographie

### Jeunesse et formation
Damon Kyle Wayans est né à Harlem (New York), fils d'Elvira Alethia, femme au foyer, chanteuse et assistante sociale, et de Howell Stouten Wayans, gérant de supermarché.
Damon Kyle Wayans fréquente le lycée Mury Bergtraum.

### Carrière
Damon Wayans commence sa carrière d’acteur en 1984 à l'âge de 24 ans. Sa prestation est remarquée, et en 1986 il rejoint le Saturday Night Live, auquel il participe plusieurs années. On le voit ensuite dans d’autres émissions comiques, comme One Night Stand (en) et In Living Color, créées par un de ses frères.
Il a également tourné pour le cinéma, à commencer par un petit rôle dans Le Flic de Beverly Hills en 1984, Le Dernier Samaritain en 1991, Last Action Hero en 1992, et Mo'Money dont il fut également le scénariste.
Il est apparu dans le clip de Janet Jackson The Best Things in Life Are Free.
Depuis la fin de la série Ma famille d'abord (à la suite d'un manque d'audience), il se fait très discret dans les médias. 
En 2006, il crée une émission à sketches, The Underground. 
En 2012, il apparaît dans un épisode de la série Happy Endings, dont l'un des personnages principaux est interprété par son fils Damon Wayans Jr. En avril 2012, alors que les TV Land Awards rendent un hommage à la série à sketches In Living Color, son absence est remarquée. 
En février 2016, Damon Wayans est annoncé dans la série adaptée de la quadrilogie L'Arme Fatale. L'acteur succède à Danny Glover pour le rôle de Roger Murtaugh.
Damon Wayans revient à la télévision à l'automne 2024 avec son fils Damon Jr. dans la sitcom de CBS Poppa's House. La série s'arrête en avril 2025, après une seule saison.

### Vie privée
Damon Kyle Wayans divorce avec Lisa Thorner avec qui il a cinq enfants[réf. nécessaire].

## Filmographie

### Cinéma
- 1984 : Le Flic de Beverly Hills (Beverly Hills Cop) : garçon du buffet aux bananes
- 1987 : Hollywood Shuffle (en) : Willie, le bodyguard
- 1987 : Roxanne de Fred Schepisi : Jerry
- 1988 : Colors de Dennis Hopper : T-Bone
- 1988 : Le Mot de la fin (Punchline) de David Seltzer : Percy
- 1988 : I'm Gonna Git You Sucka (en) de Keenen Ivory Wayans : Leonard
- 1989 : Objectif Terrienne (Earth Girls Are Easy) de Julien Temple : Zeebo
- 1990 : Allô maman, c'est encore moi (Look Who's Talking Too) d'Amy Heckerling : Eddie (voix)
- 1991 : Le Dernier Samaritain (The Last Boy Scout) de Tony Scott : James « Jimmy » Dix
- 1992 : Mo' Money (en) de Peter McDonald : Johnny Stewart (également scénariste et producteur délégué)
- 1992 : Last Action Hero de John McTiernan : Damon Wayans (cameo)
- 1994 : Blankman de Mike Binder : Darryl Walker (également scénariste et producteur délégué)
- 1995 : Major Payne de Nick Castle : Major Benson Payne (également scénariste et producteur délégué)
- 1995 : Eyes on Hip Hop de Ron King : Un acteur
- 1996 : À la gloire des Celtics (Celtic Pride) de Tonm DeCerchio : Lewis Scott
- 1996 : La Couleur de l'arnaque (The Great White Hype) de Reginald Hudlin : James « The Grim Reaper » Roper
- 1996 : À l'épreuve des balles (Bulletproof) de Ernest Dickson : Rock Keats/Jack Carter
- 1999 : Central Park Story (Harlem Aria) de Williams Jennings : Wes (également producteur délégué)
- 1999 : Goosed (es) de Aleta Chappelle : Dr Steven Hamel
- 2000 : The Very Black Show de Spike Lee : Pierre Delacroix
- 2003 : Marci X de Richard Benjamin : Dr Snatchcatcher
- 2006 : Behind the Smile de Damon Wayans : Charlie Richman (également scénariste et producteur)
- 2006 : Farce of the Penguins de Bob Saget : Un pingouin (voix)

### Télévision

#### Téléfilms
- 1986 : Triplecross de David Greene : Figurant
- 2011 : Herd Mentality : Jimmy Crowder

#### Séries télévisées
- 1985-1986 : Saturday Night Live : Personnages variés (11 épisodes)
- 1987 : Sweet Surrender : Ray (1 épisode)
- 1987 : Campus Show (A Different World) : Marvin Haven (saison 1, épisode 5)
- 1989 : Not Necessarily the News : Damon Wayans (saison 7, épisodes 3 et 5)
- 1990 - 1992  : In Living Color (en) : rôles variés (90 épisodes - scénariste de 83 épisodes)
- 1998 : Damon (en) : Damon Thomas (également créateur et producteur délégué - rôle principal, 13 épisodes)
- 2001 - 2005 : Ma famille d'abord (My Wife and Kids) : Michael Kyle (également créateur - rôle principal, 123 épisodes)
- 2006 : The Underground : rôles variés (11 épisodes)
- 2008 : Never Better : Keith (également producteur délégué - pilote non retenu par ABC[3])
- 2011 : Herd Mentality : Jimmy Crowder (pilote non retenu par CBS[4])
- 2011 : Happy Endings : Francis Williams (saison 1, épisode 5)
- 2016 -  2019 : L'Arme fatale (Lethal Weapon) : Roger Murtaugh (rôle principal, 55 épisodes)
- 2018 : Happy Together : Mike (saison 1, épisode 5)
- 2024-2025 : Poppa's House : Poppa Fulton

### Clip vidéo
- 2003 : Dance with My Father de Luther Vandross

### Jeux vidéo
- 1993 : Homey D. Clown : Homey D. Clown

### En tant que scénariste
- 1989 : One Night Stand (émission de télévision, 1 épisode)
- 1989 : Not Necessarily the News (émission de télévision, 2 épisodes)
- 1991 : The Best of Robert Townsend & His Partners in Crime de Walter C. Miller et Robert Townsend (émission de télévision)
- 1991 : Damon Wayans: The Last Stand? de Terri McCoy (stand-up)
- 1991 : A Comedy Salute to Michael Jordan de Paul Miller (émission de télévision)
- 1993 : Soul Train Comedy Awards (émission de télévision)
- 1997 : Damon Wayans: Still Standing de Terri McCoy (stand-up - également producteur)
- 1997-1998 : 413 Hope Street (créateur et producteur délégué - série télévisée, 10 épisodes)
- 2004-2008 : Rodney (créateur - série télévisée, 44 épisodes)
- 2005-2006 : Premium Blend (émission de télévision, 5 épisodes)
- 2024-2025 : Poppa's House

### En tant que producteur
- 1996-1997 : Waynehead (série télévisée, 13 épisodes)
- 2024-2025 : Poppa's House

### En tant que réalisateur
- 2006 : The Underground (également producteur délégué et scénariste - série télévisée, 11 épisodes)
- 2009 : Giuseppe de lui-même et Joseph Vassallo (court métrage)
- 2009 : Eye Shat (également producteur délégué et scénariste - pilote)

## Distinctions
Sauf indication contraire ou complémentaire, les informations mentionnées dans cette section proviennent de la base de données IMDb.

### Récompenses
- People's Choice Awards 2002 : Révélation masculine de l'année pour Ma famille d'abord
- BET Comedy Awards 2004 : Meilleur acteur dans une série comique pour Ma famille d'abord

### Nominations
- 42e cérémonie des Primetime Emmy Awards 1990 : meilleur scénario pour une émission de divertissement dans In Living Color[6]
- 43e cérémonie des Primetime Emmy Awards 1991 : 
  - meilleur scénario pour une émission de divertissement dans In Living Color[6]
  - meilleure interprétation individuelle pour un(e) programme/émission télévisé(e) régulier(ère) de variétés ou de musique dans In Living Color
- MTV Movie & TV Awards 1992 : meilleur duo à l'écran pour Le Dernier Samaritain, nomination partagée avec Bruce Willis
- 44e cérémonie des Primetime Emmy Awards 1992 : meilleur scénario pour une émission de divertissement dans In Living Color[6]
- The Stinkers Bad Movie Awards 2000 : pire acteur pour The Very Black Show
- Image Awards 2002 : Meilleur acteur dans une série télévisée comique pour Ma famille d'abord
- Image Awards 2003 : Meilleur acteur dans une série télévisée comique pour Ma famille d'abord
- 7e cérémonie des Satellite Awards 2003 : meilleur acteur dans une série télévisée musicale ou comique pour Ma famille d'abord
- The Stinkers Bad Movie Awards 2003 : pire duo à l'écran pour Marci X, nomination partagée avec Lisa Kudrow
- Image Awards 2004 : Meilleur acteur dans une série télévisée comique pour Ma famille d'abord
- BET Comedy Awards 2005 : Meilleur acteur dans une série comique pour Ma famille d'abord
- Image Awards 2005 : Meilleur acteur dans une série télévisée comique pour Ma famille d'abord
- 9e cérémonie des Satellite Awards 2005 : meilleur acteur dans une série télévisée musicale ou comique pour Ma famille d'abord
- 43e cérémonie des People's Choice Awards 2017 : meilleur acteur dans une nouvelle série télévisée pour L'Arme fatale
- 20e cérémonie des Teen Choice Awards 2018 : meilleur acteur dans une série d'action pour L'Arme Fatale

## Voix françaises
En France, Lionel Henry et Stéphane Ronchewski sont ceux qui ont le plus doublé Damon Wayans.
- Lionel Henry[7] dans :
  - Le Dernier Samaritain
  - Mo' Money, plus de Blé
  - La Couleur de l'arnaque
  - The Very Black Show

- Stéphane Ronchewski[7] dans :
  - Ma famille d'abord (série télévisée)
  - Marci X
  - Happy Endings (série télévisée)

- Pascal Légitimus dans :
  - Colors
  - Allô maman, c'est encore moi (voix)

Et aussi
- Xavier Béja dans Blankman[7]
- Bruno Dubernat (*1962 - 2022) dans À l'épreuve des balles
- Serge Faliu dans L'Arme fatale[7] (série télévisée)